# Arta Dade
Arta Dade (ur. 15 marca 1953 w Tiranie) – albańska polityk i pedagog.

## Życiorys
Córka Agima i Zymbyle. W 1975 ukończyła studia anglistyczne na wydziale języków obcych Uniwersytetu Tirańskiego. Po studiach pracowała jako nauczycielka w liceum językowym „Asim Vokshi” w Tiranie. W 1985 została przeniesiona do Instytutu Języka Angielskiego Uniwersytetu Tirańskiego, gdzie prowadziła zajęcia ze studentami. W 1992 ukończyła studia podyplomowe w Wielkiej Brytanii.
W 1991 związała się z Socjalistyczną Partią Albanii, rok później została wybrana do władz krajowych partii.
W 1996 po raz pierwszy wystartowała w wyborach parlamentarnych, ale nie odniosła sukcesu. Rok później, w przyspieszonych wyborach 1997 roku uzyskała mandat deputowanego z okręgu Lushnja. Sukces przyniosły jej także wybory w 2001 i 2005, w których startowała z okręgu Fier.
W latach 1997–1998 pełniła funkcję ministra kultury, młodzieży i sportu, zaś w latach 2001–2002 – ministra spraw zagranicznych i wicepremiera. Była pierwszą kobietą w historii Albanii, kierującą resortem spraw zagranicznych. W latach 2002–2003 ponownie pełniła funkcję ministra kultury. Była także wiceprzewodniczącą delegacji albańskiej przy Zgromadzeniu Parlamentarnym Rady Europy. Po wyborach 2013 pełniła w parlamencie Albanii funkcję przewodniczącej komisji spraw zagranicznych. Przed wyborami parlamentarnymi 2017 decyzją Ediego Ramy została usunięta z listy kandydatów Socjalistycznej Partii Albanii.
Wyróżniona tytułem Honorowego Obywatela Përmetu.
W życiu prywatnym jest rozwiedziona, ma dwoje dzieci. Jej syn Besnik Dabulla w 2011 został skazany na 6 miesięcy więzienia za nielegalne posiadanie broni.